# Faber (roman)
Faber (Le Destructeur) est un roman de Tristan Garcia publié en 2013 aux éditions Gallimard.

## Résumé
Né en 1981, Faber, enfant abandonné, est adopté par Richard et Anna Faber (lui architecte engagé, elle soprano et féministe). À leur mort accidentelle en 1987, il passe deux ans à la DDASS, où il achève sa première formation. Il est déjà fini, fin 1988, quand il arrive à Mornay (petite ville imaginaire, dans le centre de la France, au bord de l'Hombre), chez de nouveaux tuteurs, Jean et Marthe Gardon (lui , elle ménagère). Enfant habile de ses mains, en avance intellectuellement, et plutôt autonome, il s'agrège deux autres enfants solitaires et rejetés, Basile Lamaison (père un peu magicien, puis astronome amateur, elle secrétaire) et Madeleine Olsen (père pasteur, mère pharmacienne). Du CE2 à la classe de seconde, le trio forme une société discrète, au domicile d'un des trois, ou dans leur repaire, dans les bois, une cabane en bois à l'écart de tout : livres, films, disques, projets, émois, d'enfants puis d'adolescents.
En 1995, Mehdi Faber mène la révolte lycéenne qui perturbe quelques semaines la petite ville (Zone d'autonomie), et lui valant son départ ou son éviction.
Vers 2010, Basile et Madeleine, installés séparément, recherchent celui qui a, pour eux et quelques autres, incarné le démon de la radicalité. Ils le retrouvent, dans un état pitoyable, au fond de l'Ariège, dans une grange abandonnée, la baraque aux ânes. Chacun de la triade a reçu la même lettre anonyme, menace ou appel au secours, Bientôt mort. Son second séjour à Mornay (Il revient. Il est là. Il s'en va.), bref et violent (De nouveau à trois contre le monde entier), s'achève par la mort d'un des trois, un procès, et un enfermement. Le récit alterne les points de vue de Basile, Faber le revenant et Madeleine.
Vers 2015, la narration est reprise par Tristan, un ancien élève de Basile, qui relie les fils des divers parcours : les parents, les enseignants (Jean-Charles Mézières, Francis Fauré), les proches (Estelle Wade, Pape N'Goma, Samira), les familles de 2010 (Mathilde, Fabien, Alice), le maire (Georges Hersent), et de quelques autres, dont François Vérita, et un catalyseur, Romuald, terreur de cour de récréation devenu truand, et sortant de prison.
L'envoi est particulièrement virulent : « Nous étions des enfants de la classe moyenne d'un pays moyen d'Occident, deux générations après une guerre gagnée, une génération après une révolution ratée. Nous n'étions ni pauvres ni riches, nous ne regrettions pas l'aristocratie, nous ne rêvions d'aucune utopie et la démocratie nous était devenue égale. » (p. 453). Plus jeune et plus concis, Mehdi affirmait : «Il n'y a pas de Mal. Il y a seulement de l'humiliation... Il n'y a pas de Bien. Il n'y a pas de justice. Il y a seulement des châtiments.  » p. 124)

## Réception
Le lectorat francophone apprécie « l’histoire des vaincus et des sans-grade ».
Selon France Info, « Le roman de Tristan Garcia est celui d'une génération forcée de grandir dans la désillusion, celle de la fin des perspectives de bien-être et de progrès social promises par les Trente Glorieuses, et aussi le roman du désenchantement consécutif à la mort des idéologies ».
Pour L'Humanité, « Tristan Garcia retrace l’épopée d’une génération à travers la figure d’un intellectuel en mal d’action qui ne peut se retrouver dans une époque molle ».